# Шон Ловлор
Шон Ловлор (Sean Lawlor; 1954–2009) — ірландський актор і драматург. Він відомий роллю Малкольма Воллеса у фільмі «Хоробре серце». Він також з'являвся в «Титаніку», «В ім'я батька» та «На Бродвеї» . Він знімався в багатьох ірландських телефільмах і серіалі RTÉ Bracken, а також знімався в багатьох ірландських фільмах. Він ставив п'єси для сцени, включно з власною п'єсою одного актора «Сторож», у якій він грав головну роль.
Ловлор помер після нетривалої хвороби в Дубліні 10 жовтня 2009 року у віці 55 років

## Фільмографія
| Рік  |    | Українська назва                          | Оригінальна назва                    | Роль                          |
| ---- | -- | ----------------------------------------- | ------------------------------------ | ----------------------------- |
| 1983 | тф | Поділені мечем                            | By the Sword Divided                 | лейтенант О'Фаррелл           |
| 1984 | с  | Спогади                                   | Minder                               | Едді                          |
| 1985 | с  | Бержерак                                  | Bergerac                             | Мартін О'Браєн                |
| 1986 | с  |                                           | Boon                                 | Шон Магоні                    |
| 1988 | ф  | Немає вибору                              | Taffin                               | Шеймус                        |
| 1988 | ф  | Ріфер і модель                            | Reefer and the Model                 | Павук                         |
| 1988 | ф  |                                           | Joyriders                            | головоріз в чоловічій кімнаті |
| 1991 | с  | Вбивство в Едемі                          | Murder in Eden                       | Рорі Руа (мінісеріал BBC)     |
| 1992 | ф  | На захід                                  | Into the West                        | поліцейський                  |
| 1993 | ф  | В ім'я батька                             | In the Name of the Father            | офіцер слідчого ізолятора     |
| 1995 | ф  | Хоробре серце                             | Braveheart                           | Малкольм Воллес               |
| 1996 | ф  | Троянець Едді                             | Trojan Eddie                         | Джеррі                        |
| 1996 | ф  | Якийсь мамин син                          | Some Mother's Son                    | командир взводу               |
| 1996 | ф  | Космічні далекобійники                    | Space Truckers                       | Мел                           |
| 1996 | ф  | Зникнення Фінбара                         | The Disappearance of Finbar          | Майкл Флінн                   |
| 1997 | с  | Військово-юридична служба                 | JAG                                  | Джек Мур                      |
| 1997 | тф | Друга громадянська війна                  | The Second Civil War                 | Брендан                       |
| 1997 | ф  | Титанік                                   | Titanic                              | Строкер Чарльз Гендріксон     |
| 1998 | с  | Чиказька надія                            | Chicago Hope                         | Скотті                        |
| 1998 | с  | Найтмен                                   | Night Man                            |                               |
| 1998 | с  | Детектив Неш Бріджес                      | Nash Bridges                         | Патрік МакКвістон             |
| 1998 | тф | Вінчелл                                   | Winchell                             | сержант Маямі                 |
| 2003 | с  | Вона написала вбивство: Кельтська загадка | Murder, She Wrote: The Celtic Riddle | Джон Герлігі                  |
| 2003 | ф  | Червоні троянди і бензин                  | Red Roses and Petrol                 | проф. Томпсон                 |
| 2007 | ф  | На Бродвеї                                | On Broadway                          | Мартін О'Тул                  |
| 2007 | ф  | Наутилус: Повелитель океану               | 30,000 Leagues Under the Sea         | капітан Немо                  |
| 2009 | ф  | Два мільйони років по тому                | Mega Shark Versus Giant Octopus      | Ламар Сандерс                 |
| 2009 | ф  | Чорні води ставка Ехо                     | The Black Waters of Echo's Pond      | Чарльз                        |